# Omar Sívori

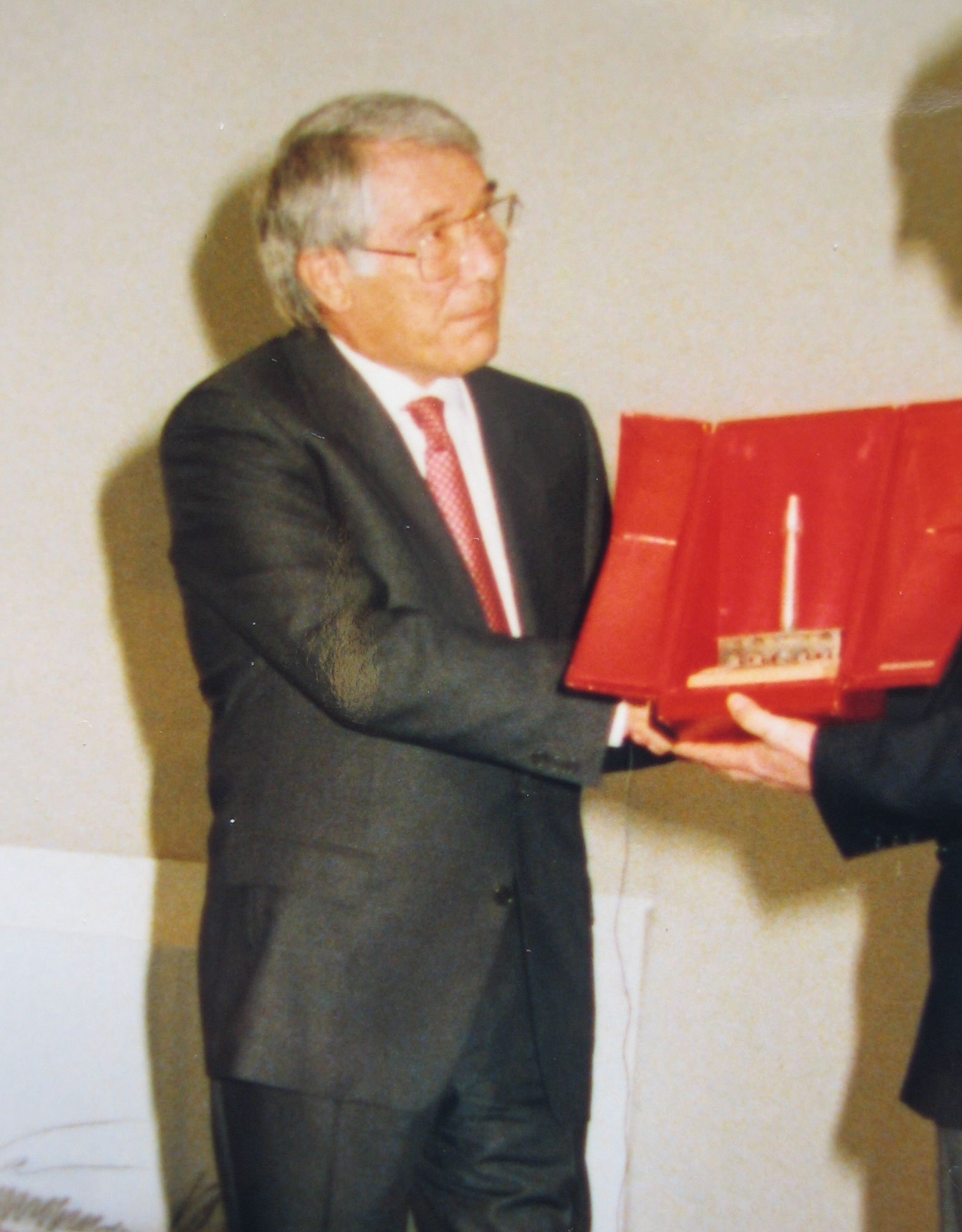
Omar Sívori

Enrique Omar Sívori (* 2. Oktober 1935 in San Nicolás de los Arroyos, Argentinien; † 17. Februar 2005 ebenda) war ein argentinisch-italienischer Fußballspieler und -trainer. Vom Weltfußballverband wurde er in die 2004 erstellte Bestenliste FIFA 100 aufgenommen.

## Karriere

### Im Verein
Sívoris Karriere begann beim argentinischen Verein River Plate, wo er insgesamt drei Meistertitel feiern konnte. Hier erhielt er auch seine Spitznamen el gran zurdo (deutsch: der große Linksfuß) und il cappocione (deutsch in etwa: der mit dem großen Kopf), den er aufgrund seines zierlichen Körperbaus erhielt. Zur Saison 1957/58 wechselte Sívori zu Juventus Turin nach Italien. Hier bildete er mit John Charles und Giampiero Boniperti eine der besten Offensiv-Abteilungen der Serie A. Insgesamt holte Sívori mit Juventus dreimal den Scudetto und dreimal die Coppa Italia. Zur Saison 1965/66 wechselte Sívori dann zum Ligakonkurrenten SSC Neapel, wo er in der Saison 1968/69 seine erfolgreiche Karriere beendete. Im Jahre 1961 wurde der Stürmer mit dem Ballon d’Or als „Europas Fußballer des Jahres“ ausgezeichnet.

### In der Nationalmannschaft
1957 gewann Sívori mit Argentinien die Copa América, insgesamt spielte er in 19 Partien für die argentinische Nationalelf. Zusammen mit Antonio Angelillo und Humberto Maschio bildete er hier ein Offensivtrio, das den Übernamen Angeles con cara sucia trug. Dieser Name leitet sich vom gleichlautenden Mafiafilm Chicago – Engel mit schmutzigen Gesichtern ab – das Trio erhielt ihn wegen ihres teilweise flegelhaften Auftretens, das sie auf und neben dem Feld an den Tag legten. Die drei trafen sich in der Folge in der Serie A, Sívori spielte später für Juventus Turin und Maschio und Angelillo wurden von Inter Mailand verpflichtet.
Rechtzeitig zur Fußball-Weltmeisterschaft 1962 in Chile nahm Sívori die italienische Staatsbürgerschaft an und bestritt das Turnier mit der Squadra Azzurra. Insgesamt kam Sívori in neun Partien für Italien zum Einsatz, in denen er acht Tore erzielte.

## Leben nach dem Profifußball
Nach seiner Profizeit arbeitete Sívori als Fußballtrainer. Er betreute dabei die Vereinsmannschaften von River Plate, Rosario Central, Estudiantes de La Plata, Racing Club und Vélez Sarsfield. Von 1972 bis 1974 führte er die argentinische Fußballnationalmannschaft erfolgreich durch die Qualifikation für die Fußball-Weltmeisterschaft 1974. In einem Freundschaftsspiel besiegte er 1973 die deutsche Fußballnationalmannschaft im Münchner Olympiastadion mit 3:2, was seinerzeit nicht nur den ersten Sieg Argentiniens gegen Deutschland bedeutete, sondern zugleich auch das Ende der „Wembley-Elf“ markierte.
Er setzte schließlich seine Karriere als Sportreporter fort. Seine letzten Jahre verbrachte Sívori in seiner alten Heimat Argentinien. Hier starb er in seiner Heimatstadt San Nicolás am 17. Februar 2005 an einem Krebsleiden.

## Omar Sívori im Film
In zwei italienischen Filmproduktionen spielte Omar Sívori sich selbst:
- 1965: Idoli controluce
- 1970: Presidente del Borgorosso Football Club, II

## Erfolge
- 1 × Campeonato-Sudamericano-Sieger mit Argentinien 1957
- 3 × Argentinischer Meister mit River Plate: 1955, 1956, 1957
- 3 × Italienischer Meister mit Juventus Turin 1957/58, 1959/60 und 1960/61
- 3 × Italienischer Cupsieger mit Juventus Turin 1958/59, 1959/60 und 1964/65
- Ballon d’Or („Europas Fußballer des Jahres“): 1961
- Torschützenkönig der Serie A: 1959/60 (28 Tore)